# فرودگاه کورال هاربر
فرودگاه کورال هاربر (به انگلیسی: Coral Harbour Airport) یک فرودگاه همگانی باربری با کد یاتا YZS است که یک باند فرود شن دارد و طول باند آن ۱٬۵۲۶ متر است. این فرودگاه در کشور ایالات متحده آمریکا قرار دارد و در ارتفاع ۶۲ متری از سطح دریا واقع شده‌است.

## شرکت‌های هواپیمایی و مقصدهای پروازی
| شرکت‌های هواپیمایی | مقصدهای پروازی                                                                    |
| ----------------- | --------------------------------------------------------------------------------- |
| Calm Air          | ارویات، بیکر لیک، چسترفیلد اینلت، وینستون چرچیل، رانکین اینلت، ریپالس بی، تامپسون |
| First Air         | کیپ درسیت, چسترفیلد اینلت، ایکالیوت، رانکین اینلت                                 |
| Kivalliq Air      | وینستون چرچیل، رانکین اینلت، ریپالس بی، وینیپگ جیمز آرمسترانگ ریچاردسون           |